# Алір Раффено Деліль
Алір Раффено Деліль (фр. Alire Raffeneau-Delile, 23 січня 1778 — 5 липня 1850) — французький ботанік та міколог.

## Біографія
Алір Раффено Деліль народився 23 січня 1778 року.
Він брав участь у Єгипетському поході Наполеона Бонапарта. У 1802році Алір Раффено Деліль був призначений французьким віце-консулом у Вілмінгтоні, Північна Кароліна. У 1819 році Алір Раффено Деліль був призначений викладачем природознавства в Університеті Монпельє(University of Montpellier). У 1832 році він отримав посаду директора ботанічного саду в Монпельє.
Алір Раффено Деліль помер у Монпельє 5 липня 1850 року.

## Наукова діяльність
Під час Єгипетського походу Алір Раффено Делвль описав лотос та папірус. Він спеціалізувався на мохоподібних, папоротеподібних, насіннєвих рослинах та на мікології.

## Наукові роботи
- Sur les effets d'un poison de Java appelé l'upas tieuté, et sur les differentes espèces de strychnos (Париж, 1809).
- Mémoire sur quelques espèces de graminées propres à la Caroline du Nord (Версаль, 1815).
- Centurie des plantes de l'Amérique du Nord (Монпельє, 1820).
- Flore d'Égypte (5 vols., Париж, 1824).
- Centurie des plantes d'Afrique (Париж, 1827).
- De la culture de la patate douce, du crambe maritima et de l'oxalis crenata (Монпельє, 1836).